# Curtiss (Wisconsin)
Curtiss és una població dels Estats Units a l'estat de Wisconsin. Segons el cens del 2000 tenia 198 habitants.

## Demografia
Segons el cens del 2000, Curtiss tenia 198 habitants, 68 habitatges, i 45 famílies. La densitat de població era de 110,8 habitants per km².
Dels 68 habitatges en un 41,2% hi vivien nens de menys de 18 anys, en un 60,3% hi vivien parelles casades, en un 2,9% dones solteres, i en un 32,4% no eren unitats familiars. En el 27,9% dels habitatges hi vivien persones soles el 17,6% de les quals corresponia a persones de 65 anys o més que vivien soles. El nombre mitjà de persones vivint en cada habitatge era de 2,91 i el nombre mitjà de persones que vivien en cada família era de 3,7.
Per edats la població es repartia de la següent manera: un 35,4% tenia menys de 18 anys, un 6,6% entre 18 i 24, un 30,8% entre 25 i 44, un 12,1% de 45 a 60 i un 15,2% 65 anys o més.
L'edat mediana era de 29 anys. Per cada 100 dones de 18 o més anys hi havia 113,3 homes.
La renda mediana per habitatge era de 29.250 $ i la renda mediana per família de 34.167 $. Els homes tenien una renda mediana de 25.000 $ mentre que les dones 23.125 $. La renda per capita de la població era d'11.061 $. Aproximadament el 7,7% de les famílies i el 14,4% de la població estaven per davall del llindar de pobresa.

## Poblacions més properes
El següent diagrama mostra les poblacions més properes.